# Cohors XVIII Voluntariorum

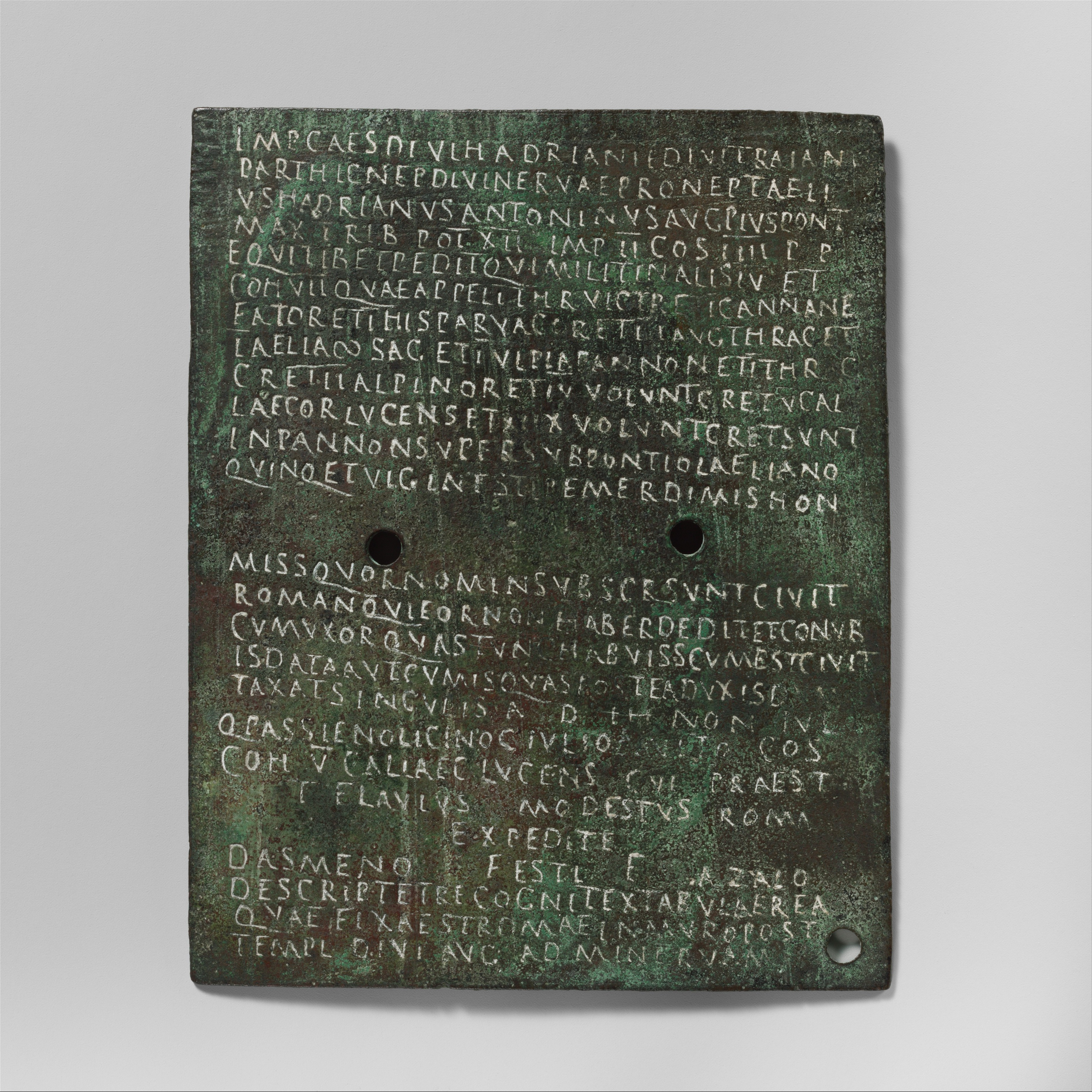
Das Militärdiplom vom 5. Juli 149 n. Chr.

Die Cohors XVIII (oder XIIX) Voluntariorum [civium Romanorum] (deutsch 18. Kohorte der Freiwilligen [der römischen Bürger]) war eine römische Auxiliareinheit. Sie ist durch Militärdiplome und Inschriften belegt.

## Namensbestandteile
- Voluntariorum: der Freiwilligen.

- civium Romanorum: der römischen Bürger. Die Soldaten der Kohorte wurden bei Aufstellung der Einheit aus römischen Bürgern rekrutiert. Die Einheit wurde wahrscheinlich unter Augustus zusammen mit weiteren Kohorten ausgehoben; die Aufstellung der Einheiten erfolgte vermutlich während des Pannonischen Aufstands und nach der Niederlage des Varus. Insgesamt wurden möglicherweise bis zu 44 (oder 48) Kohorten aus römischen Bürgern gebildet, von denen aber nur 18 belegt sind.[1]

Da es keine Hinweise auf die Namenszusätze milliaria (1000 Mann) und equitata (teilberitten) gibt, ist davon auszugehen, dass es sich um eine Cohors (quingenaria) peditata, eine reine Infanterie-Kohorte, handelt. Die Sollstärke der Einheit lag bei 480 Mann, bestehend aus 6 Centurien mit jeweils 80 Mann.

## Geschichte
Die Kohorte war in der Provinz Pannonia superior stationiert. Sie ist auf Militärdiplomen für die Jahre 138 bis 163 n. Chr. aufgeführt.
Der erste Nachweis der Einheit in Pannonia superior beruht auf der Inschrift (AE 1979, 466), die auf 80 n. Chr. datiert wird. Durch ein Diplom ist die Kohorte erstmals 138 in der Provinz nachgewiesen. In dem Diplom wird sie als Teil der Truppen (siehe Römische Streitkräfte in Pannonia) aufgeführt, die in der Provinz stationiert waren. Weitere Diplome, die auf 139 bis 163 datiert sind, belegen die Einheit in derselben Provinz.

## Standorte
Standorte der Kohorte in Pannonia superior waren möglicherweise:
- Cirpi (Dunabogdány): Die Inschriften (AE 1965, 166, AE 1979, 466) wurden hier gefunden.

## Angehörige der Kohorte
Folgende Angehörige der Kohorte sind bekannt.

### Kommandeure
| - Cn(aeus) Clodius Classicianus, ein Tribun (CIL 3, 8162). Er war auch Tribun der Cohors I Ulpia Pannoniorum. | - L(ucius) Cammi[u]s Maximus, ein Tribun (CIL 7, 383). Er war auch Präfekt der Cohors I Hispanorum. |

### Sonstige
| - [] Crescens Licinianus (AE 1905, 240) - M(arcus) Valerius Cleme(n)s, ein Soldat (AE 1965, 166) - [P(ublius) Urvini]us Pastor, ein Soldat (AE 2006, 1053) | - Q(uintus) Iulius Certus, ein Soldat (CIL 13, 1159) - Ulpius Fronto, ein Centurio (AE 1965, 166) |